# 新西蘭南乳魚
新西蘭新南乳魚，為輻鰭魚綱胡瓜魚目南乳魚科的其中一種，分布於紐西蘭的淡水水域，體長可達11.8公分，屬肉食性，以昆蟲等為食，生活習性不明。

## 擴展閱讀
維基物種上的相關：新西蘭新南乳魚